# Frontera entre el Camerun i la República Centreafricana
La frontera entre el Camerun i la República Centreafricana és la línia fronterera que separa l'oest de la República Centreafricana del'est del Camerun a l'Àfrica Occidental. Té 797 km de longitud. Separa les regions d'Adamaua i Est del Camerun de les prefectures d'Ouham-Pendé, Nana-Mambéré, Mambéré-Kadéï i Sangha-Mbaéré de la República Centreafricana.
S'estén cap al nord des del trifini amb la República del Congo en el riu Sangha fins al trifini amb el Txad al riu Mbere. La frontera està demarcada per nombrosos rius.